# Захочу и соскочу
«Захочу и соскочу» (итал. Smetto quando voglio) — кинофильм режиссёра Сиднея Сибилия, вышедший на экраны в 2014 году. В 2017 году вышло два сиквела ленты — «Захочу и соскочу: Мастеркласс» и «Захочу и соскочу: Супергерои».

## Сюжет
Пьетро Дзинни много лет работает в университете научным сотрудником, став за это время известным специалистом по биоинформатике. Он разработал инновационный алгоритм, позволяющий предсказывать биологический эффект той или иной молекулы. Однако это не принесло ему денег: маленькая зарплата и подработка репетиторством дают ему возможность лишь с трудом сводить концы с концами. После того, как ему отказывают в гранте на дальнейшие исследования, Пьетро вынужден уйти из университета. В отчаянии он хватается за безумную идею — использовать свой алгоритм для разработки «умного наркотика», не входящего в список запрещённых веществ, и заработать на этом. Для реализации этого проекта Пьетро собирает «банду учёных», состоящую из отличных специалистов, которые оказались не востребованы в своих предметных областях: здесь и химик, и культурный антрополог, и пара филологов, и экономист, и даже один археолог...

## В ролях
- Эдоардо Лео — Пьетро Дзинни
- Валерия Соларино — Джулия, девушка Пьетро
- Валерио Апреа[итал.] — Маттиа Арджери
- Паоло Калабрези — Артуро Франтини
- Либеро де Риенцо — Бартоломео Бонелли
- Стефано Фрези — Альберто Петрелли
- Лоренцо Лавиа — Джорджо Сирони
- Пьетро Сермонти — Андреа де Санктис
- Серджо Солли — профессор Сета
- Нери Маркоре — Мурена
- Франческо Акуароли[англ.] — комиссар Галатро
- Катерина Шульга — Паприка

## Награды и номинации
- 2014 — 12 номинаций на премию «Давид ди Донателло»: лучший фильм, лучший продюсер (Доменико Прокаччи, Маттео Ровере), лучший режиссёр-дебютант (Сидней Сибилия), лучший сценарий (Валерио Аттаназио, Андреа Гарелло, Сидней Сибилия), лучший актёр (Эдоардо Лео), лучший актёр второго плана (Валерио Апреа, Либеро де Риенцо и Стефано Фрези), лучший монтаж (Джанни Веццози), лучшая песня («Smetto quando voglio»), лучший звук (Анджело Бонанни), лучшие визуальные эффекты (Родольфо Мальяри).
- 2014 — премия «Серебряная лента» за лучшую работу продюсера (Доменико Прокаччи, Маттео Ровере), а также 4 номинации: лучшая комедия (Сидней Сибилия), лучший режиссёр-дебютант (Сидней Сибилия), лучший актёр (Эдоардо Лео), лучший специалист по кастингу (Франческа Борромео, Габриэлла Джаннаттазио).
- 2014 — приз за лучший фильм на кинофестивале в Рейкьявике.